# Escuela Preparatoria de Los Ángeles
La Escuela Preparatoria de Los Ángeles (Los Angeles High School) es una escuela preparatoria (high school) en Los Ángeles, California. Como parte del Distrito Escolar Unificado de Los Ángeles (LAUSD por sus siglas en inglés), es la más antigua escuela preparatoria pública en el Sur de California.
La preparatoria se abrió en el 1 de septiembre de 1873. En 1917 se trasladó a su actual sitio, en Olympic Boulevard. El edificio de 1891 se convirtió en una escuela para niños con problemas. En la década de 1940, el edificio de 1891 fue demolido para construir la autopista 101 sobre el sitio.
A partir de 2001, la preparatoria tiene la única clase de idioma coreano de tiempo completo en LAUSD.